# El Dorado Hills
El Dorado Hills est un census-designated place du comté d'El Dorado, en Californie, aux États-Unis, située dans la Sierra Nevada. Elle comptait 50 547 habitants au recensement effectué en 2020.

## Démographie
| 2000   | 2010   | 2020   | - | - | - |
| ------ | ------ | ------ | - | - | - |
| 18 016 | 42 108 | 50 547 | - | - | - |